# Alpenus nigropunctata
Alpenus nigropunctata är en fjärilsart som beskrevs av George Thomas Bethune-Baker 1908. Alpenus nigropunctata ingår i släktet Alpenus och familjen björnspinnare. Inga underarter finns listade i Catalogue of Life.